# Bruno I von Mansfeld
Bruno I von Mansfeld (niem. Bruno II Graf von Mansfeld-Vorderort zu Bornstädt) - właśc. Bruno II hrabia von Mansfeld-Vorderort, ur. 17 listopada 1545, zm. 14 kwietnia 1615, niemiecki hrabia. Syn hrabiego Filipa II von Mansfelda i burgrabianki Amelii von Leising.
W roku 1571 ożenił się z hrabianką Krystyną von Barby, miał z nią jedenaścioro dzieci (7 synów i 4 córki), z czego siedmioro dożyło lat dojrzałych. 

## Potomstwo
- Filip (1572–1584)
- Agnieszka (1573–1647)
- Fryderyk (1574–1592)
- Wolfgang III von Mansfeld (1575–1638)
- Bruno III von Mansfeld (1576–1644)
- Jobst (1577 - ?)
- Elżbieta (1578–1622)
- Anna (1580–1620)
- Joachim Fryderyk von Mansfeld (1581–1623)
- Krystyna (1586–1655)
- Filip V von Mansfeld (1589–1657)